# Гагаріна Поліна Сергіївна
Полі́на Сергі́ївна Гага́ріна (рос. Полина Сергеевна Гагарина; нар. 27 березня 1987, Москва) — російська співачка, авторка пісень і композиторка, акторка, модель, учасниця музичного конкурсу «Євробачення-2015», де посіла 2-е місце. Підтримує путінський режим та займається його пропагандою, підтримує війну Росії проти України. Фігурантка бази «Миротворець».
З 7 січня 2023 року перебуває під санкціями РНБО за антиукраїнську діяльність.

## Життєпис
Мати — професійна танцюристка, з 1991 року працювала за контрактом у Греції, де жила вся сім'я. У 1993 році від серцевого нападу помер батько Поліни, після чого мати з Поліною навідала Росію, а того ж року вони знову повернулися до Греції, де Поліна пішла до школи.
У 2007 році одружилася з актором Петром Кисловим. 14 жовтня 2007 року народила сина Андрія. 31 березня 2010 року пара розлучилася.
У 2014 році одружилася з фотографом Дмитром Ісхаковим. 26 квітня 2017 року народила другу дитину.

## Кар'єра

### 2003 рік. «Фабрика зірок»
У 2003 році пройшла на телевізійний проєкт «Фабрика зірок-2». Виконала кілька пісень Максима Фадєєва й перемогла на «Фабриці». Однак після закінчення проєкту відмовилася від співпраці з Фадєєвим і пішла в самостійне плавання.

### Участь уЄвробаченні 2015
Як конкурсантка від Росії виступила з піснею «A Million Voices» («Мільйон голосів»), авторами якої є шведська команда: Ґабріель Алерс (Gabriel Alares), Жоакім Бьйорберг (Joakim Björnberg), Катріна Норберген (Katrina Noorbergen); а також за участі росіян Леоніда Гуткіна та Володимира Матецького. Текст пісні англійською. Одягнена була — як найвідоміші переможці Євробачення ABBA — у біле.
Під час підрахунку голосів Гагаріна лідирувала до середини, переважно завдяки симпатіям східно-європейської аудиторії. Але в загальному заліку переміг Монс Сельмерлев. Як повідомила кореспондентка Радіо Свободи Олена Риковцева, під час процедури підрахунку голосів «…успіхи Поліни Гагаріної криками захоплення зустрічала одна російська делегація. А ось шведа Монса Сельмерлева — весь зал». Відвертіше написав кореспондент Німецької Хвилі Андрій Бреннер: «…З кожним новим високим балом Росії у Відні лунав все більш гучний свист. Унаслідок цього ведуча навіть закликала публіку шанобливо ставитися до учасників.».

#### Відгуки європейських ЗМІ

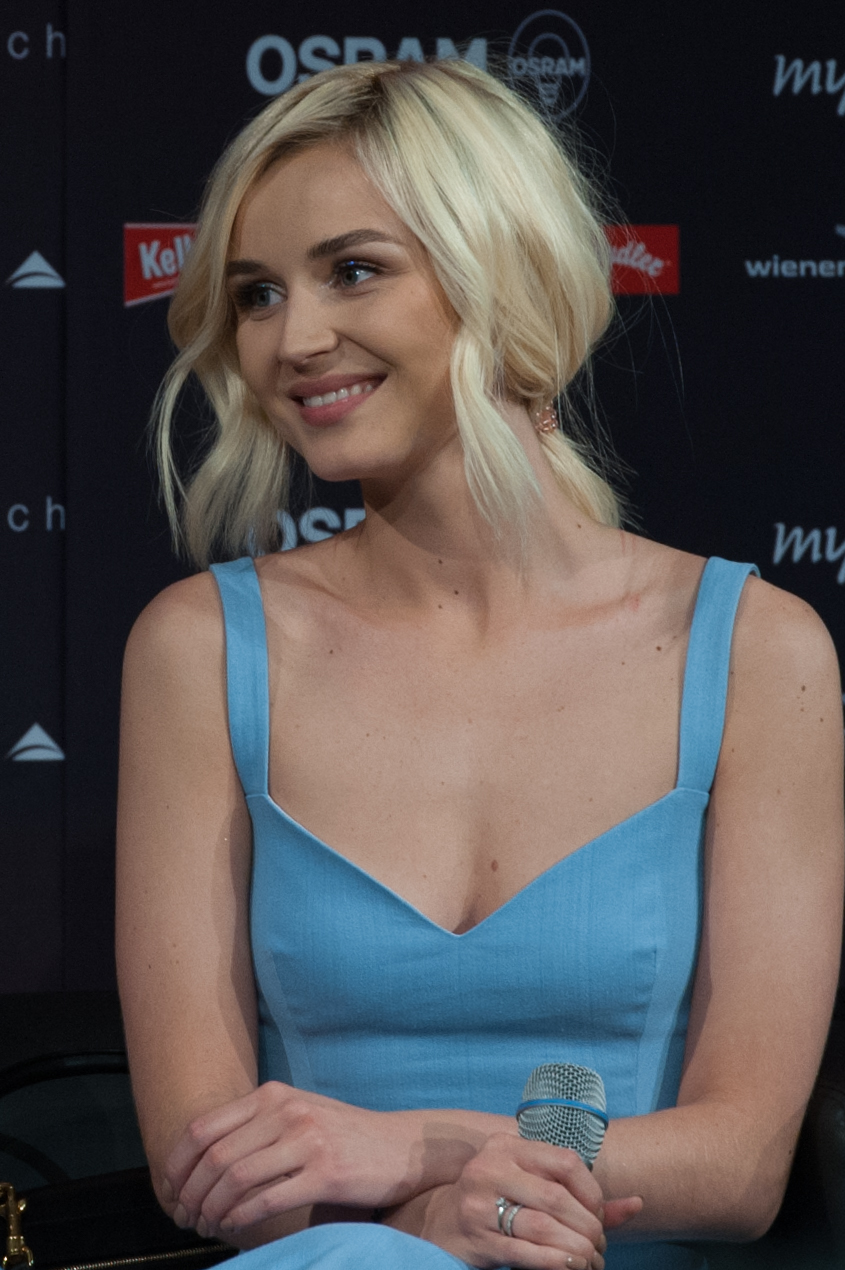
2015 рік

- Німецька Хвиля: «Для Росії успішний виступ на „Євробаченні“ — це питання національного престижу і майже державної важливості»[10].
- Поліні Гагаріній для виступу на конкурсі Євробачення-2015 була змінена зовнішність — її перефарбували у блондинку (натуральний її колір — темна шатенка). Багато провідних німецьких ЗМІ[які?] під загальним анонсом «Путінська пропаганда на Євробаченні» назвали її «копією» іншої естрадної зірки російсько-німецького походження — Хелени Фішер.
- Мюнхенська Süddeutsche Zeitung: В таємній лабораторії Кремля схрестили Хелену Фішер, «пані-Метелицю»[11] та Мерилін Монро.[12][13]

- Вашингтон пост: «Попри російську державну антигей-пропаганду, свисту в залі цьогоріч при виступі представниці Росії було трохи менше, ніж на Євробаченні-2014. Тому що Гагаріна виступила з досить теплою піснею про кохання, яке повинно всіх об'єднати»[14].

- Британська «METRO»: «Росія вбачає своєю головною місією покращення свого іміджу з огляду на російські закони проти „гей-пропаганди“. Вона намагатиметься спробувати змінити Євробачення, якщо стане і господаркою, і переможницею конкурсу „Євробачення-2016“[15].»

- Загальнонімецький щотижневик «Штерн»: «Росія делегувала на пісенний конкурс Євробачення „благодійно-жалісливу“ баладу, у якій Поліна Гагаріна співає про „мрію“ та „мир“. Це просто відстій, гидота. Тому що цією піснею Путін знову використовує сцену Євробачення для своїх політичних маневрів. Вже на Євробаченні-2009 у Москві цей чоловік в Кремлі не лишив ніяких сумнівів, наскільки важливим для Росії він вважає найбільший світовий музичний конкурс. Конкурс Євробачення — це його шефська справа і бажаний ресурс для цілей пропаганди. Путін бажає презентувати свою країну в найкращому світлі. Анексію Криму, конфлікт в Україні і цькування геїв — все слід забувати в блиску крапель мирного гімну.»[16]

### 2019 - по теперішній час: Співачка 2019
1 лютого 2019 року стало відомо, що Гагаріна взяла участь у китайському реаліті-шоу "Співак 2019", також відомому, як сьомий сезон "Я - співак", взявши участь у якості запасного співака на четвертому тижні. Гагаріна стала третім європейським учасником після переможця шостого сезону Джессі Джей (Великобританія) і Крістіана Костова (Болгарія), який брав участь у сьомому сезоні разом з нею. Гагаріна посіла три найкращі місця за перші п'ять тижнів шоу, а потім посіла останнє місце в шостому шоу, яке було раундом виклику; за правилами конкурсу Гагаріна мала б вибути, але замість цього її врятували після того, як претендент на перемогу не зміг перемогти більшість (4) з семи співаків. 22 березня 2019 року з нею тимчасово попрощалися після того, як ЗМІ повідомили, що вона отримала м'язову травму під час репетиції. Незважаючи на травму, вона зрештою увійшла до трійки лідерів у наступному раунді, який називався Breakout round (раунд, в якому брали участь раніше вибулі учасники, запасні співаки, за винятком тих, хто вибув і не змагався), де вона стала однією з семи фіналістів, які отримали право на звання переможця Singer 2019 року. У фіналі Rush Hour вона виступила дуетом з китайським співаком Geng Sihan, заспівавши пісню "Shallow". У першому раунді фіналу вона заспівала пісню "We Are the World" разом з казахстанською учасницею дитячого Євробачення-2018 Данелією Тулешовою, філіппінсько-канадським співаком Дарреном Еспанто та китайським репером Air Ari. Однак вона вилетіла у цьому раунді.
4 грудня 2022 року Адміністрація президента Росії внесла Гагаріну до списку співаків, яких рекомендовано запрошувати на заходи, що фінансуються державою.

## Політична позиція
Всупереч українському законодавству, неодноразово виступала в окупованому Криму, фігурантка бази «Миротворець».
Концерт, який мав відбутися у Києві у Жовтневому палаці у квітні 2016 року співачка скасувала, пояснивши це технічними причинами.
Підтримала збройну агресію проти України на початку 2022 року. Виконувала пісню «Кукушка» на концерті присвяченому річниці окупації Криму у Лужніках 18 березня 2022 року. Згодом їй заборонили в'їзд до Естонії та Латвії разом зі списком з 24 інших російських митців, які висловили свою підтримку діям російського уряду.
Концерт Гагаріної, що був запланований на лютий 2023 року в Алмати, Казахстан, був скасований після онлайн-протесту в Казахстані через її підтримку "військової операції Росії".
У 2023 році увійшла до складу ініціативної групи з висунення Володимира Путіна кандидатом на президентські вибори 2024 року . 
18 березня 2024 року виступила на провладному мітингу-концерті, присвяченому десятиріччю анексії Криму і "перемозі" Путіна на президентських виборах.
У червні 2024 року профіль співачки на Spotify було видалено сервісом.

## Дискографія
Студійні альбоми
| Назва             | Інформація                                                                     |
| ----------------- | ------------------------------------------------------------------------------ |
| Попроси у облаков | - Релиз: 12 июля 2007 - Лейбл: АРС Records - Формат: CD, цифровая дистрибуция  |
| О себе            | - Релиз: 11 марта 2010 - Лейбл: АРС Records - Формат: CD, цифровая дистрибуция |
| 9                 | - Релиз: 9 сентября 2016 - Лейбл: Gazgolder - Формат: цифровая дистрибуция     |

### Альбомні сингли
| Рік  | Назва                                    | Альбом            |
| ---- | ---------------------------------------- | ----------------- |
| 2005 | «Колыбельная»                            | Попроси у облаков |
| 2006 | «Я твоя»                                 | Попроси у облаков |
| 2006 | «Morning»                                | Попроси у облаков |
| 2007 | «Я тебя не прощу никогда»                | Попроси у облаков |
| 2007 | «Любовь под солнцем»                     | О себе            |
| 2008 | «Где-то живёт любовь»                    | О себе            |
| 2008 | «Кому, зачем?» (разом з Іриною Дубцовою) | О себе            |
| 2009 | «Пропади всё»                            | О себе            |
| 2016 | «Day»                                    | 9                 |
| 2016 | «Танцуй со мной»                         | 9                 |
| 2016 | «Стану солнцем»                          | 9                 |

### Неальбомні сингли
| Рік  | Назва                                  |
| ---- | -------------------------------------- |
| 2010 | «Я обещаю»                             |
| 2011 | «Осколки»                              |
| 2012 | «Навек»                                |
| 2013 | «Спектакль окончен»                    |
| 2013 | «Нет»                                  |
| 2014 | «Шагай»                                |
| 2015 | «A Million Voices» / «Миллион голосов» |
| 2015 | «Я не буду»                            |
| 2017 | «Драмы больше нет»                     |
| 2017 | «Обезоружена»                          |
| 2018 | «Я обещаю» (нова версія)               |
| 2018 | «Выше головы»                          |
| 2018 | «Камень на сердце»                     |
| 2018 | «Меланхолия»                           |
| 2019 | «Ангелы в танце»                       |
| 2019 | «Смотри»                               |
| 2020 | «Ты не целуй»                          |
| 2020 | «Небо в глазах»                        |
| 2020 | «На расстоянии»                        |
| 2020 | «Зима»                                 |

### За участю Поліни Гагаріної
| Рік  | Назва                                                          |
| ---- | -------------------------------------------------------------- |
| 2014 | «Immortal feeling» (Денис Матвієнко разом з Поліною Гагаріною) |
| 2016 | «Голос» (Баста разом з Поліною Гагаріною)                      |
| 2017 | «Ангел веры» (Баста разом з Поліною Гагаріною)                 |
| 2017 | «Команда» (Єгор Крід та Smash разом з Поліною Гагаріною)       |
| 2018 | «В невесомости» (Emin разом з Поліною Гагаріною)               |
| 2018 | «Путеводная звезда» (Putin Team разом з Поліною Гагаріною)     |
| 2018 | «Ты и я» (Шарль Азнавур разом з Поліною Гагаріною)             |

### Саундтреки
| Рік  | Назва                                     | Альбом                       |
| ---- | ----------------------------------------- | ---------------------------- |
| 2015 | «Любовь тебя найдёт»                      | Одной левой (OST)            |
| 2015 | «Больше снов»                             | Счастье — это… (OST)         |
| 2015 | «Кукушка»                                 | Битва за Севастополь (OST)   |
| 2015 | «Не пара»                                 | Монстры на каникулах 2 (OST) |
| 2017 | «Мы — вселенная!» (совместно с NEOPOLEON) | Хороший мальчик (OST)        |

## Чарти
| Рік                                          | Назва                                | Чарти           | Чарти          | Чарти          | Чарти                | Чарти           | Чарти        | Чарти                 | Чарти                  | Чарти              | Альбом            |
| Рік                                          | Назва                                | General Airplay | Russia Airplay | Moscow Airplay | St.Peterburg Airplay | Ukraine Airplay | Kiev Airplay | Audience Choice Chart | Latvian Airplay Top-50 | Підсумковий річний | Альбом            |
| -------------------------------------------- | ------------------------------------ | --------------- | -------------- | -------------- | -------------------- | --------------- | ------------ | --------------------- | ---------------------- | ------------------ | ----------------- |
| 2005                                         | «Колыбельная»                        | -               | -              | 68             | -                    | -               | -            | -                     | 29                     | -                  | Попроси у облаков |
| 2006                                         | «Я твоя»                             | -               | -              | 55             | -                    | -               | -            | -                     | 38                     | -                  | Попроси у облаков |
| 2007                                         | «Я тебя не прощу никогда»            | -               | -              | 35             | -                    | -               | -            | -                     | 3                      | -                  | Попроси у облаков |
| 2007                                         | «Любовь под солнцем»                 | 17              | -              | 3              | -                    | -               | -            | 2                     | -                      | 65                 | О себе            |
| 2008                                         | «Где-то живёт любовь»                | 126             | -              | -              | -                    | -               | 58           | 28                    | -                      | -                  | О себе            |
| 2008                                         | «Кому, зачем?» (feat. Ирина Дубцова) | 113             | -              | -              | -                    | -               | -            | 48                    | -                      | -                  | О себе            |
| 2009                                         | «Пропади всё»                        | 146             | -              | -              | -                    | -               | -            | 55                    | 20                     | -                  | О себе            |
| 2010                                         | «Я обещаю»                           | 181             | -              | -              | -                    | -               | -            | 134                   | 35                     | -                  | Осколки           |
| 2011                                         | «Осколки»                            | 194             | -              | -              | -                    | -               | -            | 83                    | -                      | -                  | Осколки           |
| 2012                                         | «Спектакль окончен»                  | 10              | 19             | 21             | 35                   | 5               | 6            | 3                     | 7                      | 26                 | Осколки           |
| 2012                                         | «Нет»                                | 3               | 10             | 16             | 17                   | 1               | 2            | 4                     | 5                      | 16                 | Осколки           |
| 2013                                         | «Навек»                              | 26              | 25             | 30             | 40                   | 23              | 37           | 6                     | -                      | 99                 | Осколки           |
| 2014                                         | «Шагай»                              | 73              | -              | -              | -                    | -               | -            | -                     | -                      | -                  | Осколки           |
| «—» означає, що пісня була відсутня в чарті. |                                      |                 |                |                |                      |                 |              |                       |                        |                    |                   |

## Фільмографія
- 2007 — Дочки-матери — виконання заголовної пісні
- 2012 — Катина любовь — виконання заголовної пісні
- 2012 — Монстры на каникулах — юна вампірка Мевіс (озвучення)
- 2015 — Одной левой[ru] — Софі (головна героїня)

## Санкції
Поліна Гагаріна висловила свою підтримку російським окупантам та жорстокій війні РФ проти України, виступила з концертами для "рятувальників-миротворців", які руйнують українські міста та вбивають мирне населення під гаслами "Верим и ждем" та "МыZаМир".
20 жовтня 2022 додана до санкційного списку Канади.
6 січня 2023 року Поліна Гагаріна додана до санкційного списку України.

24 червня 2024 року Поліна Гагаріна додана до санкційного списку ЄС .
Гагаріна регулярно виступає в рамках державних пропагандистських заходів, наприклад, на честь незаконної анексії чотирьох українських областей або річниці анексії Криму... З початку агресивної війни Росії проти України, Поліні Гагаріній вдалося отримати значний дохід завдяки її частій участі в спонсорованих державою пропагандистських заходах. Таким чином, вона отримує вигоду від уряду Російської Федерації, який несе відповідальність за анексію Криму і дестабілізацію України.

- "Офіційний журнал Європейського союзу", Брюссель, 24 червня 2024 року